# Frigyes Károly porosz herceg (1828–1885)
Frigyes Károly porosz herceg (németül: Prinz Friedrich Karl von Preußen; teljes nevén Friedrich Karl Nikolaus; Berlin, 1828. március 28. – Klein Glienicke (ma Potsdam-Babelsberg városrésze), 1885. június 15.) porosz herceg, a „vörös herceg”, a Porosz Királyi Hadsereg tisztje, a porosz–francia háború hőse.

## Élete

### Származása és gyermekkora
Frigyes Károly porosz herceg 1828. március 28-án jött világra szülei berlini palotájában Károly porosz királyi herceg (1801–1883) és Mária szász–weimar–eisenachi hercegnő (1808–1877) elsőszülött gyermekeként, egyben egyetlen fiaként. A családban rajta kívül még két leánygyermek született. Édesapja híres műgyűjtő és bőkezű mecénás volt, családjának több, a bennük elhelyezett műkincsekről híres palotát építtetett, és egy parkot is létrehozott. Édesanyja anyai ágról az orosz cári családból származott, gyermekként a kor kulturális fővárosában, a weimari udvarban nevelkedett.
A család hagyományainak megfelelően Frigyes Károly herceget katonás, szigorú szellemben nevelték azzal a szándékkal, hogy felnőttként csatlakozik majd a hadsereghez. 1842–1846 között a porosz herceg a későbbi hadügyminiszter, gróf Albrecht von Roon katonatiszt felügyelete alatt részesült katonai kiképzésben. A gróf akkor is a herceggel tartott, mikor 1846-ban a bonni egyetem hallgatója lett.

### Katonai pályafutása
Tanulmányai befejezése után, 1848-ban a herceg kapitányi rangban gróf Friedrich von Wrangel tábornok seregébe került. Részt vett az első schleswigi háborúban; a schleswigi és a dybbøli ütközetekben személyes bátorságáról tett bizonyságot. Ennek köszönhette 1849-es előléptetését őrnaggyá és felvételét a vezérkarba. Ugyanezen évben részt vett a badeni hadjáratban is, minek során a wiesenthali csatában a huszárezredek parancsnokaként súlyosan megsérült.
Az elkövetkező években a herceg egyre feljebb került a ranglétrán: 1852-ben ezredes, 1854-ben vezérőrnagy, 1856-ban altábornagy lett. Frigyes Károly herceg a békeidőszakot arra használta fel, hogy hadtudományi kutatásokat folytasson, aminek eredményeit tiszttársaival esszék és színes nyomatokkal illusztrált tanulmányok formájában osztotta meg. A szárd–francia–osztrák háború alatt a francia sereg taktikáját és felépítését tanulmányozta. 1860-ban a herceg összegyűjtött írásait Eine militärische Denkschrift von P. F. K. címmel, a szerző tudta és teljes nevének feltüntetése nélkül könyv formájában is kiadták. A mű reformjavaslataival nagy érdeklődésre tett szert. A III. hadtest parancsnokaként ezeket a reformokat a herceg megvalósíthatta a gyakorlatban is, nagyban hozzájárulva ezáltal a porosz hadsereg hatékonyságának növeléséhez. Négy évet szentelt annak, hogy a porosz katonai rendszert rugalmasabbá tegye azáltal, hogy a tiszteknek nagyobb szabadságot biztosít a döntéshozatalban.
1864-ben a porosz herceg a tüzérség vezérezredeseként vezette a porosz haderőt a második schleswigi háborúba. A sikertelen missundei támadás után a herceg februárban Arnisnál kitört a Schlei területéről, és arra kényszerítette az ellenséget, hogy a Danevirke sáncrendszerét feladva dybbøli védelmi vonalig vonuljanak vissza. A dybbøli ostromot a porosz seregek április 7-én kezdték meg a herceg vezetésével; április 18-ára a csata elsöprő porosz győzelemmel ért véget. Az ütközet kulcsfontosságú szerepet játszott abban, hogy a poroszok és az osztrákok megnyerték a háborút a dánokkal szemben. Frigyes Károly herceg májusban átvette a porosz seregek főparancsnokságát Wrangeltől; seregei végigvonultak Jyllandon és Alsenen. A porosz király a győzelmek miatti hálája és elismerése jeléül egy udvarházat ajándékozott unokaöccsének, amit a herceg 1865. január 13-án döntő csatájára emlékezve a Düppel névre keresztelt. Az udvarház köré később egész szomszédság épült ki; a területet Berlin-Düppel néven 1928-ban csatolták a német fővároshoz.

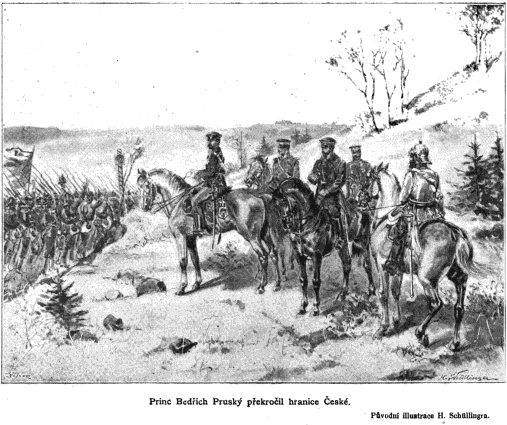
Frigyes Károly porosz herceg csapatai Bohémiában, 1866

Az 1866-os porosz–osztrák–olasz háború kezdetén a porosz herceget kinevezték a porosz 1. sereg – a második, harmadik és negyedik hadtestet magában foglaló had – élére. Felső-Lausitzból Bohémiába vonult, ahol is június 26–június 28. között sorban rajtaütött a Liebenaiu, Podol és Münchengrätz mellett állomásozó osztrák seregeken. Június 29-én a gróf Eduard Clam-Gallas vezette osztrák csapatra megsemmisítő vereséget mért a gitschini csatában; hogy utána egyesülve a többi porosz haderővel július 3-án részt vegyen a königgrätzi csatában. Frigyes Károly herceg hadsereg támadott elsőként kora reggel; mikor a porosz trónörökös megtámadta az osztrák jobbszárnyat, a herceg előretörése megakadályozta a számbeli fölényben lévő osztrák centrumot, hogy a jobbszárny segítségére siessen. A csata megnyerése után a porosz herceg seregével egészen Bécs térségéig nyomult.
1867-ben Frigyes Károly porosz herceg a kelet-poroszországi Labiau–Wehlau választókerület képviselőjeként bekerült az alakuló Észak-német Szövetség parlamentjébe.
A porosz–francia háború alatt Frigyes Károly herceg a porosz 2. hadsereg parancsnokaként szolgált és több ütközetben is kitűnt hadvezetői képességével. 1870. augusztus 16-án a Mars-la-Tour mellett zajló csatában a François Achille Bazaine marsall irányította francia rajnai haderőt egészen metzi erődig szorította vissza. Augusztus 18-án a gravelotte-i összecsapásban az ellenség jobb szárnyának megtámadása tette lehetővé a német győzelmet; a csata után a herceg az első és a második hadsereggel a metzi erőd elfoglalására kapott parancsot. Frigyes Károly herceg visszafoglalta a Bazaine marsall által meghódított területeket és hetvennapos ostrom után, október 27-én az erőd feladására kényszerítette a francia hadsereget. A másnap tábornaggyá előléptetett Frigyes Károly porosz herceg november 2-án három német hadtest élén a Loire irányába vonult a célból, hogy feltartsa a Párizs megsegítésére siető francia erőket. Miután visszaverték a francia támadásokat, december 3-án a herceg elrendelte a támadást. A következő nap a németek elfoglalták Orléans városát, a franciákat Bourges és Le Mans vonaláig késztette visszavonulásra. 1871 januárjában Le Mans térségében a herceg több ütközetet is vívott Alfred Chanzy ellen; minek végkimeneteleként a francia sereg összeomlott és elveszítette lehetőségét arra, hogy a francia főváros megmentésére lehessen.
A háború után Frigyes Károly porosz herceg főfelügyelői posztot kapott és a porosz lovasság ellenőre lett. II. Sándor orosz cár orosz tábornagyi rangot adott a hercegnek, aki ezen felül az osztrák–magyar császári és királyi hadseregben is tiszti pozíciót töltött be.

### Házassága és gyermekei

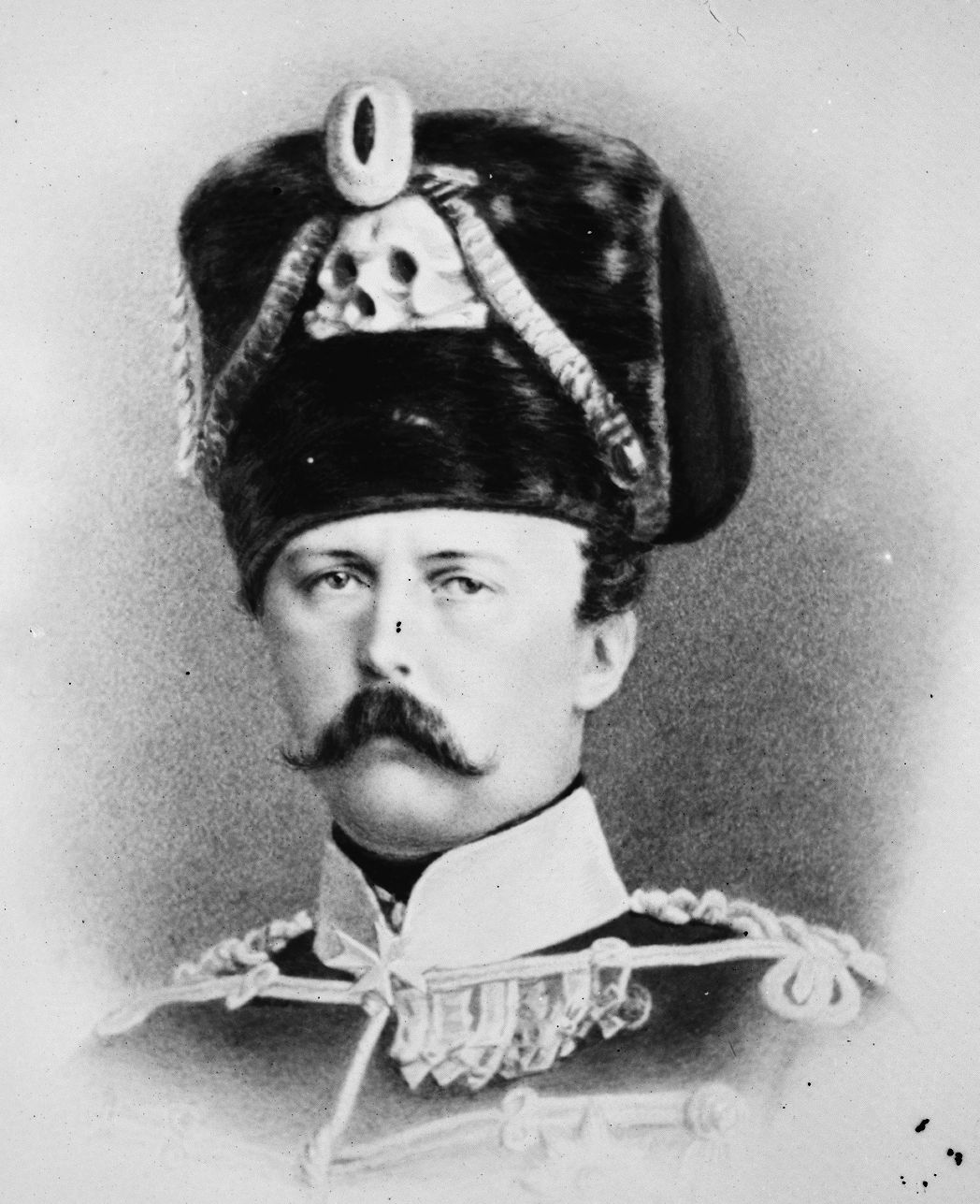
Frigyes Károly porosz herceg

Frigyes Károly porosz herceg 1854. november 29-én a dessaui kastélyban feleségül vette Mária Anna anhalti hercegnőt (1837–1906), IV. Lipót anhalt–dessaui herceg leányát, akivel a hercegnő édesanyja révén másodfokú unokatestvéri rokonságban állt. A fiatal pár kezdettől fogva jómódban élt: a porosz herceg igen magas fizetést kapott a hadseregben, illetve Frigyes Károly édesapjának halálakor a hatalmas vagyon mellett a berlini palotát és a glienickei vadászkastélyt és parkot is megörökölték. A házasság az öt gyermek ellenére boldogtalan volt. A herceg nem volt hűséges feleségéhez; felesége válással is megfenyegette őt egy udvarhölggyel való viszonya miatt.
Frigyes Károly porosz herceg és Mária Anna anhalti hercegnő kapcsolatából öt gyermek született, akik közül négy érte meg a felnőttkort:
- Mária Erzsébet (1855–1888), első férje Henrik holland királyi herceg, második férje Albert szász–altenburgi herceg
- Erzsébet Anna (1857–1895), férje Frigyes Ágost oldenburgi trónörökös herceg
- Anna (1858), csecsemőként elhalálozott
- Lujza Margit (1860–1917), házassága révén Connaught hercegnéje
- Frigyes Lipót (1865–1931), a Német Császári Hadsereg tisztje, szabadkőműves, felesége Lujza Zsófia schleswig–holsteini hercegnő.

Frigyes Károly herceg kedvenc tartózkodási helye a dreilindeni erdőben 1869-re felépült vadászkastély volt. A herceg minden évben legalább öt hónapot töltött a kastélyban, míg az év többi részében főként berlini palotájában lakott. A vadászatért rajongó herceg minden szezonban híres ünnepségeket rendezett; emellett viszont erdőgazdálkodással és ültetvények telepítésével és a vadállomány gondozásával is foglalkozott. Theodor Fontane munkájában, a Wanderungen durch die Mark Brandenburg című írásában egy egész fejezetet szentelt a vadászkastély és a porosz herceg ottani életének bemutatására.
„Civilben a herceg sportember és világfi volt, a jólét kedvelője és az örömök megszállott keresője.” A vadászat mellett a herceg másik kedves elfoglaltsága az utazás volt. Több keleti úton is részt vett; utolsó útja 1883-ban volt Egyiptomba és Szíriába. A herceg katonái között hatalmas népszerűségnek örvendett; ők találták ki számára a franciák elleni háború alatt a „vörös herceg” elnevezést.
Frigyes Károly porosz herceg 1885. június 15-én hunyt el glienickei vadászkastélyában egy előző nap elszenvedett agyvérzés következtében. A német császári udvar egy hónapon át tartó gyászt rendelt el a herceg halála miatt; a hadsereg fekete karszalagot viselt. 1888-ban az Oder-menti Frankfurtban lovasszobrot emeltek emlékére.

## Fordítás
- Ez a szócikk részben vagy egészben  a   Friedrich Karl von Preußen című német Wikipédia-szócikk ezen változatának fordításán alapul.  Az eredeti cikk szerkesztőit annak laptörténete sorolja fel. Ez a jelzés csupán a megfogalmazás eredetét és a szerzői jogokat jelzi, nem szolgál a cikkben szereplő információk forrásmegjelöléseként.
- Ez a szócikk részben vagy egészben  a   Prince Friedrich Karl of Prussia (1828–1885) című angol Wikipédia-szócikk ezen változatának fordításán alapul.  Az eredeti cikk szerkesztőit annak laptörténete sorolja fel. Ez a jelzés csupán a megfogalmazás eredetét és a szerzői jogokat jelzi, nem szolgál a cikkben szereplő információk forrásmegjelöléseként.